# Liste der Inseln Dschibutis

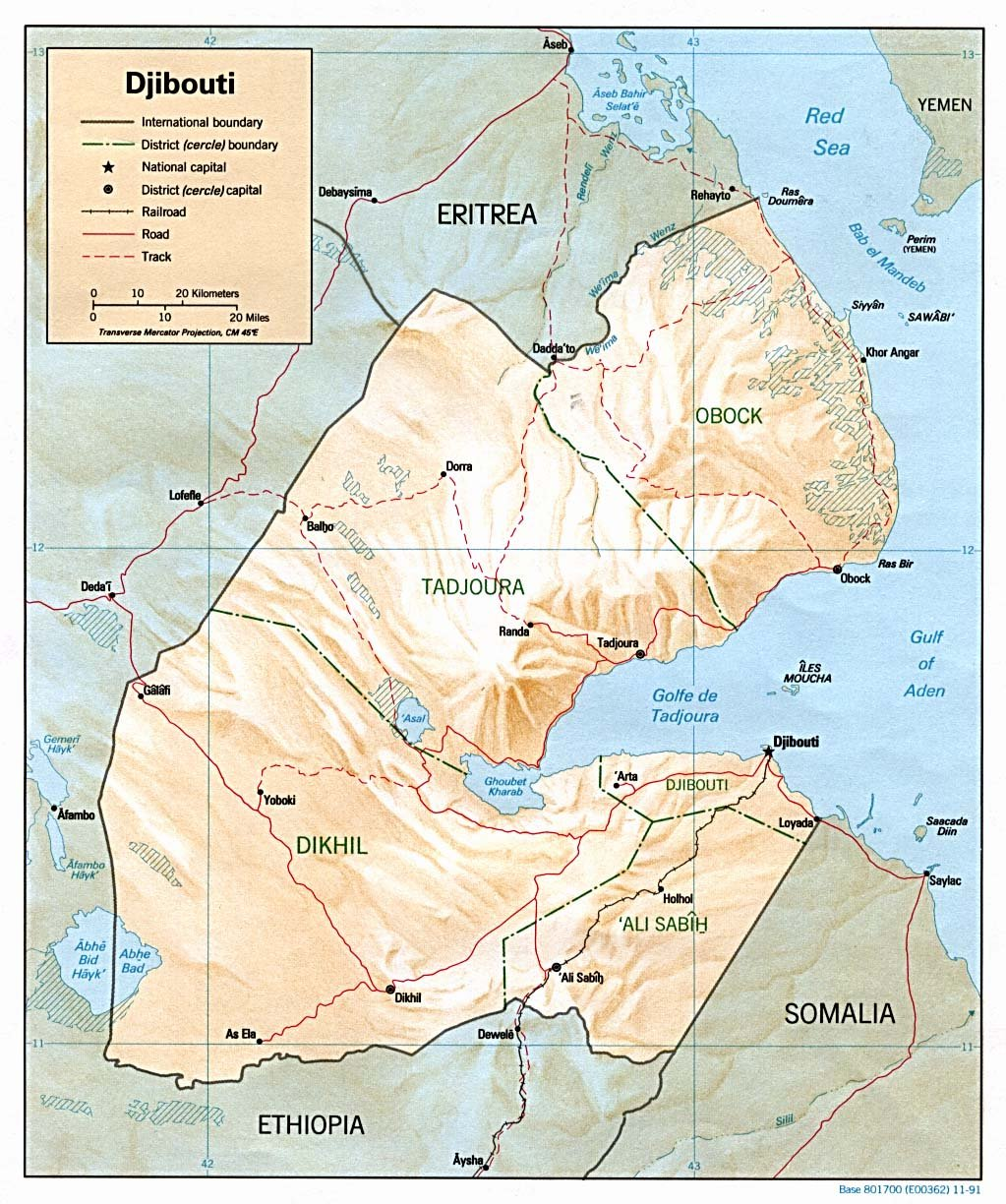
Karte Dschibutis mit den beiden Inselgruppen und Doumeira

Die Liste der Inseln Dschibutis umfasst die zum nordostafrikanischen Staat Dschibuti gehörenden bzw. von ihm beanspruchten Inseln inklusive der zwischen dem benachbarten Eritrea und Dschibuti umstrittenen Insel Doumeira. Sämtliche Inseln Dschibutis sind klein (Musha, die größte der Inseln umfasst etwa 3 km²) und unbewohnt.
- Inselgruppe der Musha-Inseln im Golf von Tadjoura:
  - Maskal
  - Musha
  - Île du Large

- Inselgruppe der Sawabi-Inseln (auch Dschazirat Seba oder Dschazirat Sowabih,[1] frz. auch Sept Frères genannt) am südlichen Ausgang des Bab el Mandeb. Von West nach Ost:
  - H̱amra (Westinsel, Rote Insel)
  - ‘Ounḏa Dâbali (Île Double)
  - Tolka (Île Basse)
  - Kaḏḏa Dâbali (Große Insel)
  - H̱orod le ‘Ale (Ostinsel)
  - ‘Ounḏa Kômaytou (Südinsel)

Außerdem:
- Doumeira, an der nördlichen Staatsgrenze
- Ile Warramou (auch: Ouaramous oder Biley Blax Island), unmittelbar vor der Küste der Hauptstadt Dschibuti-Stadt
- Abou Maya zwischen Lac du Ghoubet und Golf von Tadjoura
- Fandourat asch Schahariya (Île des Boutres) im Golf von Tadjoura
- Guinni Kôma (L'île du Diable) im Ghoubbet-el-Kharab